# YMS 504의 수병
YMS 504의 수병은 한국에서 제작된 설태호 감독의 1963년 전쟁 영화이다. 박노식 등이 주연으로 출연하였고 김영환 등이 제작에 참여하였다.

## 출연

### 주연
- 박노식
- 김혜정
- 장동휘

### 조연
- 방성자
- 이대엽
- 구봉서

## 제작진
- 원작자: 장군익
- 조명: 장기종
- 미술: 박석인